# Lophoschema guayapa
Lophoschema guayapa là một loài bọ cánh cứng trong họ Cerambycidae.